# 龐扎 (肯塔基州貝爾縣)
龐扎（英語：Ponza）是位於美國肯塔基州貝爾縣的一個非建制地區。

## 地理
龐扎所處的海拔為高於海平面303米（即994英呎），而該地所採用的時區為UTC-5，即北美東部時區（EST）。同時該地設有夏令時間，為UTC-5調快一小時，即UTC-4（EDT）。